# East Bronson
East Bronson és una concentració de població designada pel cens dels Estats Units a l'estat de Florida. Segons el cens del 2000 tenia 1.075 habitants.

## Demografia
Segons el cens del 2000, East Bronson tenia 1.075 habitants, 394 habitatges, i 293 famílies. La densitat de població era de 36,2 habitants/km².
Dels 394 habitatges en un 37,3% hi vivien nens de menys de 18 anys, en un 54,8% hi vivien parelles casades, en un 13,7% dones solteres, i en un 25,6% no eren unitats familiars. En el 21,6% dels habitatges hi vivien persones soles el 10,2% de les quals corresponia a persones de 65 anys o més que vivien soles. El nombre mitjà de persones vivint en cada habitatge era de 2,73 i el nombre mitjà de persones que vivien en cada família era de 3,14.
Per edats la població es repartia de la següent manera: un 29,2% tenia menys de 18 anys, un 6,2% entre 18 i 24, un 29,9% entre 25 i 44, un 21,3% de 45 a 60 i un 13,4% 65 anys o més.
L'edat mediana era de 35 anys. Per cada 100 dones de 18 o més anys hi havia 92,7 homes.
La renda mediana per habitatge era de 25.833 $ i la renda mediana per família de 26.853 $. Els homes tenien una renda mediana de 21.691 $ mentre que les dones 18.194 $. La renda per capita de la població era de 12.611 $. Entorn del 8,6% de les famílies i el 15,2% de la població estaven per davall del llindar de pobresa.

## Poblacions més properes
El següent diagrama mostra les poblacions més properes.